# Yasuhikotakia nigrolineata
Yasuhikotakia nigrolineata és una espècie de peix de la família dels cobítids i de l'ordre dels cipriniformes.

## Morfologia
- Fa 8 cm de llargària màxima.
- 12 radis tous a l'aleta dorsal i 8 a l'anal.
- Presenta una franja ampla i negra mediolateral i una altra al llarg del dors en espècimens menors de 4 cm aproximadament. Els exemplars més grans tenen línies verticals que connecten les dues franges, les quals s'estenen fins a la meitat inferior del cos.
- Aletes hialines en els joves i marcades en els adults.
- Les femelles sexualment madures són una mica més grosses i tenen un abdomen més arrodonit que els mascles. Els mascles adults desenvolupen musells lleugerament més allargats i amb els llavis més molsuts.[7][8][9][10][11]

## Alimentació
Es nodreix de larves d'insectes i d'organismes bentònics.

## Hàbitat i distribució geogràfica
És un peix d'aigua dolça (pH entre 7 i 7,5), demersal i de clima subtropical (15 °C-25 °C), el qual viu a Àsia: la conca del riu Mekong des del sud de Yunnan (la Xina) fins al sud de Laos i el nord de Tailàndia. A la conca superior del riu Xe Bang Fai (Laos) comparteix el seu hàbitat amb Garra cambodgiensis, Hampala macrolepidota, Mystacoleucus marginatus, Poropuntius laoensis, Tor laterivittatus, Annamia normani, Balitora lancangjiangensis, Homaloptera smithi, Homaloptera yunnanensis, Nemacheilus platiceps, Schistura, Syncrossus, Glyptothorax lampris, Papuligobius ocellatus i Mastacembelus armatus.

## Amenaces
Les seues principals amenaces són la construcció de preses, la contaminació de l'aigua, la sedimentació i la desforestació.

## Observacions
És inofensiu per als humans.